# دریاچه قو
دریاچهٔ قو (به روسی: Лебединое озеро)، اُپوس ۲۰، یکی از مشهورترین و پرنمایش‌ترین باله‌های جهان است. پیوتر ایلیچ چایکوفسکی، آهنگساز روسی، این باله را در سال ۱۸۷۶ نوشت و یک سال بعد، در سال ۱۸۷۷، برای اولین بار اجرا شد. چایکوفسکی از آهنگ‌سازان برجستهٔ باله است و باله‌های زیبای خفته (۱۸۸۹) و فندق‌شکن (۱۸۹۲) از دیگر آثار اوست. بالهٔ دریاچه قو نخستین بار در سال ۱۸۷۷ در تالار بولشوی (مسکو) به روی صحنه رفت.

## تاریخچه
اختلاف‌های زیادی دربارهٔ ریشهٔ داستان دریاچه قو وجود دارد. از دیرباز، در هر دو فرهنگ غرب و شرق، قو از نشانه‌های زیبایی و زنانگی بوده‌است. بسیاری معتقدند این داستان در طول زمان و به‌تدریج تکامل یافته و سرانجام نمونهٔ درخشانی از آن توسط چایکوفسکی عرضه شده‌است.

## داستان

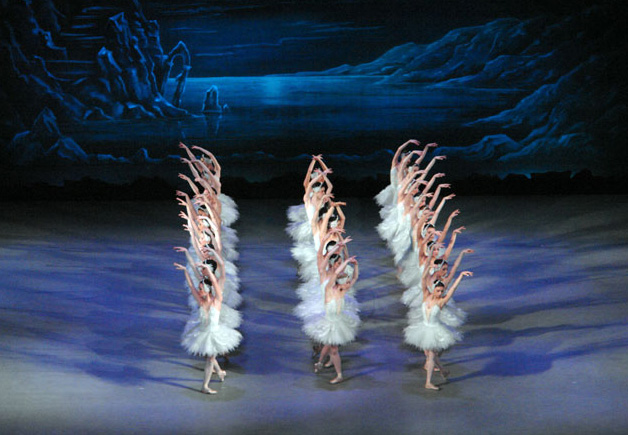

در نسخه کلاسیک، نمایش با جشن تولد ۲۱ سالگی شاهزاده زیگفرید (Siegfried) شروع می‌شود. در این سن شاهزاده باید کسی را به همسری برگزیند، در حالی که شاهزاده مردد و بیم‌ناک به کنار دریاچه‌ای پناه می‌برد، متوجه قوی بسیار زیبایی می‌شود که توسط دسته‌ای دیگر از قوها احاطه شده. در گرگ و میش غروب آفتاب ملکه قوها به زنی زیبا به نام اودِت (Odette) تبدیل می‌شود. شاهزاده می‌فهمد جادوگری شیطانی به نام وان روثبارت (Von Rothbart) اودت و دختران ندیمه او را به قوهایی تبدیل کرده که تنها در طول شب می‌توانند به صورت انسان درآیند و دریاچه نیز در حقیقت چیزی جز اشک چشم پدران و مادران دختران ندیمه نیست.
اودت به شاهزاده می‌گوید که تنها اگر مردی که قلبی پاک دارد به او ابراز عشق کند طلسم باطل خواهد شد، اما پیش از آنکه شاهزاده بتواند عشق خود را آشکار کند جادوگر بدطینت ظاهر می‌شود و او کسی جز یکی از استادان و پیش‌کسوتان شاهزاده جوان نیست. جادوگر فرمان می‌دهد قوها در دریاچه به رقص آیند و بدین ترتیب مانع تماس اودت و شاهزاده می‌شود.
روز بعد مادر شاهزاده به او دستور می‌دهد عروسی انتخاب کند، اگرچه شاهزاده در ابتدا قادر به انتخاب نیست اما جادوگر با طلسمی دیگر دختر خود، اودیل (Odile) را به ظاهر اودت درمی‌آورد و شاهزاده عشق خود را به او ابراز می‌کند. اودت واقعی که در جایی مخفی شده و شاهد این صحنه‌است اندوهناک به سمت دریاچه می‌دود، واکنش او شاهزاده را متوجه فریب جادوگر می‌کند و در پی اودت روان می‌شود.

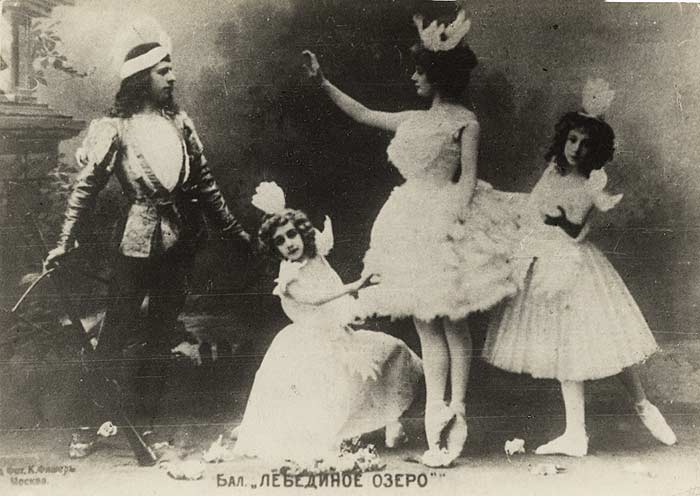
اجرای باله دریاچه قو در ۱۹۰۱ در تالار بولشوی مسکو

درحالیکه اودت و ندیمه‌گانش اندوهگین در دریاچه شناورند شاهزاده حیله جادوگر را برای او توضیح می‌دهد و اودت او را می‌بخشد اما جادوگر سوگند و ابراز عشق شاهزاده به دخترش را یادآوری می‌کند. شاهزاده و اودت دست در دست هم وارد دریاچه می‌شوند، طلسم باطل می‌شود و قوهای ندیمه به انسان تبدیل می‌شوند، ندیمه‌ها جادوگر و دخترش را به دریاچه پرتاب می‌کنند و آنها در آب غرق می‌شوند. گروه ندیمه‌ها در کنار دریاچه روح شاهزاده و اودت را می‌بینند که از دریاچه خارج شده و به سمت بهشت پرواز می‌کنند.
داستان اولیه دریاچه قو بارها تغییر یافته، نسخه ایوانفِ گروه باله نیویورک بدل به نسخه استاندارد مدرن شده‌است، در این نسخه ابراز عشق شاهزاده به دختر جادوگر خیانت به اودت محسوب شده و باعث جاودان شدن طلسم اودت می‌شود، در نسخه‌های آمریکایی پس از جاودان شدن طلسم، اودت ناراحت و اندوهگین خود را به داخل آب پرتاب می‌کند و شاهزاده عاشق از پس او در آب می‌پرد. این فداکاری و عشق خالص باعث شکست جادوگر و باطل شدن طلسم می‌شود، ندیمه‌ها به انسان تبدیل می‌شوند و روح شاهزاده و اودت به سمت بهشت پرواز می‌کند. در اجرای گروه‌های چینی و روسی معمولاً عشق بین اودت و شاهزاده آنقدر قوی است که جادوگر را شکست می‌دهد و اودت تبدیل به انسان می‌شود.
اگرچه اجرای اولیه دریاچه قو توسط گروه باله روسیه و چایکوفسکی به علت ضعف اجرا انتقاد منتقدین را برانگیخت، امروزه این نمایش یکی از شناخته‌شده‌ترین نمایش‌ها در ستایش عشق و زیبایی محسوب می‌شود.

## برداشت‌ها
برداشت‌های زیادی از باله دریاچه قو به صورت فیلم، انیمیشن، نمایش‌های روی یخ، ادبیات، موسیقی و بازی‌های مختلف ارائه شده‌است.

### در سینما
- فیلم قوی سیاه محصول سال ۲۰۱۰ ایالات متحده به کارگردانی دارن آرنوفسکی